# بیمارستان چشم‌پزشکی الزهرا
بیمارستان چشم پزشکی الزهرا بیمارستانی است درمانی واقع در شهر زاهدان، استان سیستان و بلوچستان وابسته به دانشگاه علوم پزشکی زاهدان است. ساختمان جدید این بیمارستان در سال ۹۵ افتتاح شد.